# リオ・ディ・プステリーア
リオ・ディ・プステリーア（イタリア語: Rio di Pusteria ; ドイツ語: Mühlbach ミュールバッハ）は、イタリア共和国トレンティーノ＝アルト・アディジェ州ボルツァーノ自治県にある、人口約3,200人の基礎自治体（コムーネ）。

## 地理

### 位置・広がり

#### 隣接コムーネ
隣接するコムーネは以下の通り。
- カンポ・ディ・トレンス
- フォルテッツァ
- ナツ＝シャーヴェス
- ロデンゴ
- ヴァル・ディ・ヴィッツェ
- ヴァンドーイエス

## 行政

### 分離集落
リオ・ディ・プステリーアには、以下の分離集落（フラツィオーネ）がある。
- Maranza (Meransen), Spinga (Spinges), Valles (Vals)

## 住民

### 言語
| 言語集団調査（2011年） | 言語集団調査（2011年） | 言語集団調査（2011年） | 言語集団調査（2011年） | 言語集団調査（2011年） |
| ---------------------- | ---------------------- | ---------------------- | ---------------------- | ---------------------- |
|                        |                        |                        |                        |                        |
| ドイツ語               | ドイツ語               |                        | 95.34%                 | 95.34%                 |
| イタリア語             | イタリア語             |                        | 3.93%                  | 3.93%                  |
| ラディン語             | ラディン語             |                        | 0.73%                  | 0.73%                  |

2011年に行われた、住民がドイツ語・イタリア語・ラディン語のいずれの「言語集団」に属するかの調査によれば（ボルツァーノ自治県#言語集団調査参照）、住民の約95%がドイツ語話者である。